# Mindanaói vitézsas
A mindanaói vitézsas (Nisaetus pinskeri) a madarak (Aves) osztályának a vágómadár-alakúak (Accipitriformes) rendjébe, ezen belül a vágómadárfélék (Accipitridae) családjába tartozó faj.

## Rendszerezése
A fajt Monika Preleuthner és Anita Gamaufl írták le 1998-ban, a Spizaetus nembe Spizaetus philippensis pinskeri néven.

## Előfordulása
A Fülöp-szigetekhez tartozó Negros, Samar, Mindanao, Bohol, Biliran, Basilan, és Siquijo szigetein honos. Természetes élőhelyei a szubtrópusi és trópusi síkvidéki és hegyi esőerdők. Állandó, nem vonuló faj.

## Megjelenése
Testhossza 61 centiméter.

## Természetvédelmi helyzete
Az elterjedési területe nagy, de gyorsan csökken, egyedszáma 600-800 példány közötti és csökken.  A Természetvédelmi Világszövetség Vörös listáján veszélyeztetett fajként szerepel.